# 自由基環化
自由基環化自由基環化反應是有機的化學變化即通過產生環狀產物激進的中間體。 他們通常進行在三個基本步驟：選擇性自由基生成的自由基環化，並轉化為產物。

## 簡介
自由基環化反應藉由自由基中間體產生單環或多環的產物。因為它們是分子內的轉換，所以往往非常快速和選擇性的。選擇性自由基可以藉由碳-碳鍵結到各式各樣的自由基，以及用來影響自由基生成的反應物是不勝枚舉的。自由基環化的步驟通包含自由基對雙鍵以上鍵結的攻擊。在這反應發生後，環化後的自由基產物會被自由基去除劑終止，將自由基截斷或電子轉移反應。五元和六元環是最常見的產物，較少觀察到形成較小或較大環的情況。
三個條件必須滿足一個有效的自由基環化才會發生：
-必須提供給在化合物上產生選擇性自由基的方法。
-自由基環化反應必須比最初產生自由基反應物的反應還要快。
-所有步驟必須比不希望有的副反應，例如自由基的重組反應或與溶劑作用的反應還要快。
優點：因為自由基中間產物是不帶電的化合物，反應條件溫和，經常與官能基的耐受性高。反應幾乎可以在任何溶劑進行，並且產物往往可以在使用現有的功能或過程中引入的自由基團進行合成有用的化合物。
缺點：自由基環化反應（和任何副反應）的各個階段的相對速率必須小心地控制，以利於環化的環化基團的生成及獲取。副反應有時候是一個問題，且環化成小型和大型環化的反應特別慢。

## 機制和立體化學

### 現行機制
因為許多反應物的存在是針對自由基的產生和捕獲，建立單一的反應機制是不可能的。然而，一旦自由基產生了，它可以與分子內的多個鍵反應中的方式，得到環化的自由基中間產物。該多重鍵的兩端構成的反應有兩種可能。如果該自由基在閉環時斷鍵的位置在環外，此時反應被稱為“外閉環”，如果閉環時斷鍵的位置在環內，此時反應被稱為“內閉環”。在許多情況下，反應較偏向外閉環的產物。5-己烯基的自由基是合成自由基環化最有用的中間產物，因為環化是極其快速和外閉環選擇性的。 儘管熱力學上內閉環自由基比外閉環自由基穩定，但因為外閉環在過度狀態有更好的軌域重疊，因此外閉環的反應較快是絕對合理的。（見下文）。
(1)
取代基所影響這些過渡態的穩定度可能對反應部位的選擇性產生重大的影響。例如，羰基取代基在2-C的位置，促使6-內閉環的反應。烷基取代基在位置2，3，4或6提高對5-外閉環的選擇性。
同源6-庚烯基自由基環化仍然是有選擇性的，但是要慢得多，競爭性的副反應在當這些中間產物參與反應時是一個重要問題。此外，1,5-變化可以在這些系統中明顯地穩定烯丙基自由基。在6-己烯自由基物質裡，為了提高產量，以能拉電子的官能基極化反應性的雙鍵是必須的。以拉電子基穩定起始的自由基能使6-內閉環的感物更加穩定。
(2)
乙烯基、芳香基、和酰基自由基的環化反應也是已知的。在動力學控制條件下，5-外閉環反應優先發生。然而，低濃度的自由基清除劑能建立熱力學控制，並產生6-內閉環反應的產物，且非經過6-內閉環反應，而是由5-外的環化隨後3-外封閉件和隨後的崩解（多德-貝克威思重組）。而在高濃度外產物的迅速捕集防止隨後的重組成內切產物，芳香基具有相似的反應性。
(3)
環化可以涉及含不同原子的多重鍵，如氰基、肟、和羰基。在多重鍵的碳原子上的攻擊幾乎觀察的到。 在之後的一種情況下，攻擊是可逆的，然而，烷氧基可以使用錫烷捕獲劑截留。

### 立體選擇性
該非對映選擇性的自由基環化反應往往是高的。在大多數的全碳的情況下，選擇性可以根據貝克威思的準則，也就是貝克威思的準則說到的反應物樣的外過渡狀態，如上所示。 過渡狀態中在equatorial位置放置取代基會使其從二級的自由基產生順式的產物。由於極性基團的空間阻礙與電子排斥，引入極性取代基可有利於生成反式的產物。在更複雜的系統中，過渡態模型的開發，需要考慮的因素包括烯丙基的轉變和船型過渡態。
掌性助劑被用於對映選擇性自由基環化成果有限。在這個場合下，過度態的小能量差產生巨大的障礙使反應不易成功。 在所示的例子中，非對映選擇性（對於左側立體中心的兩種配置）低，和對映選擇性僅為中等。
(5)
基質與自由基和多鍵之間的立體往往是高立體選擇性。自由基環化形成多環的產品往往利用這個性質的優勢。

## 範圍和局限性

### 自由基的產生方法
使用金屬氫化物（錫，矽，和汞的氫化物）是在自由基環化反應常見; 該方法的主要限制是因為H-M能還原的最初形成的自由基。斷裂方法通過與練轉一反應物合併到基質本身-承載自由基的活化鏈不會被釋放，直到後環化已經發生。斷裂反應的產物將保持雙鍵，通常額外的合成步驟需要合併承載鍊的基團。
原子轉移方法依賴於來自無環的起始反應物的電子轉移以產生環狀的產物。 這些方法使用催化量弱的試劑，防止強還原劑產生的相關問題（如氫化錫）。 氫和鹵素的傳遞過程是已知的，後者更趨於合成是有用的。
(6)
氧化和還原環化反應的方法也是存在的。這些過程需要對等的親電子基和親核基團，才能有效地繼續進行。環狀自由基團不是氧化就是還原還原，然後被外部或內部的親核試劑或親電子試劑終止。

### 環的大小
在一般情況下，以自由基環化產生小環是不容易的。然而，有可能提供環化的基團可以被抓取或收集之前重新開環。這個過程可以通過打碎（見下面的3元的情況下）或通過穩定環化自由基而進行（參見四元環的情況）。五元和六元環是由自由基環化所產生最常見的大小。
(7)
多環和特大環化合物也可以透過自由基環化反應而形成。在前者的情況下，環可以預先形成，並與自由基環化單環閉合，或多環可形成於一串接處理（如下文）。缺乏較小基板環化反應的FMO要求的特大環化(Macrocyclizations)，有內選擇性的獨特性。
(8)

## 與其他方法比較
相較於陽離子環化，自由基環化能避免瓦格納-米爾文重組的相關問題，並且不要求強酸性條件下可以發生動力學控制。陽離子環化反應通常是熱力學控制的反應。自由基環化比類似的陰離子環化還要快很多，並能避免β消去的副反應。陰離子邁克爾型(Michael-type)環化反應是一種替代自由基活化的烯烴的環化。 金屬催化環化反應，通常需要溫和鹼性條件下，和基質必須進行選擇以避免β氫化物消除。相對於這些其它方法，主要自由基環化的限制是對自由基的副反應的可能性。

### 典型的條件
自由基反應必須在惰性氣體下進行。由於許多過程的相對速率是很重要的反應，濃度必須小心地調節，以優化反應條件。然而，反應可在幾乎任何溶劑（僅由原料的溶解度的限制）來進行。

### 例子[17]
(9)